# Liber adversus Valentem et Ursacium
Il Liber adversus Valentem et Ursacium è un'opera di Ilario di Poitiers, dottore della Chiesa, scritta dopo il concilio di Béziers del 356; appartiene al gruppo delle sue opere storiche.
L'opera è rivolta contro i vescovi Valente di Mursa ed Ursacio di Singiduno, esponenti di spicco dell'Arianesimo.